# Yvon Fauconnier
Yvon Fauconnier, né le 20 juillet 1943 à Thouaré-sur-Loire, est un navigateur français, vainqueur de la Transat anglaise en 1984.

## Biographie
Yvon Fauconnier est le fils de Pierre Fauconnier et de Jeannine d'Allens. Son père est ingénieur en chef aux chantiers de Penhoët de Saint Nazaire. Il est lui-même le père de la navigatrice Karine Fauconnier.
Dans l'Ostar 1984, Philippe Poupon, bien qu'ayant passé la ligne d'arrivée en premier laissera la victoire à Yvon Fauconnier, qui, sur son trimaran Umupro-Jardin, a arrêté sa course pour sauver la vie de Philippe Jeantot, bénéficiant d'un bénéfice de seize heures, le déclarant naturellement vainqueur de la course.
En 1976, Fauconnier avait dû abandonner alors qu'il était deuxième de la même course. 